# Europawahl in Frankreich 1999
- Linke (PCF, LO, LCR): 11
- Sozialisten (PS, PRG, MDC): 22
- Grüne/EFA (Verts): 9
- Europäische Volkspartei (RPR, DL, UDF): 21
- Europa d.Nationen (RPF, MPF): 12
- fraktionslos (RPF): 1
- Demokratie&Unterschiede (CPNT): 6
- Technische Fraktion (FN): 5

Die Europawahl in Frankreich 1999 fand am 13. Juni 1999 im Rahmen der EU-weiten Europawahl 1999 statt. In Frankreich wurden 87 der 626 Sitze im Parlament vergeben.

## Wahlrecht
Ganz Frankreich bildete einen Wahlkreis. Die 87 Mandate wurden proportional auf alle Listen verteilt, die mindestens 5 % der Stimmen erreichten.

## Ergebnis
Die Wahlbeteiligung in Frankreich lag bei 46,8 %.
| Liste Partei(en) | Spitzenkandidat                      | Stimmen    | Anteil  | Sitze | ±  | Fraktion                                                 |
| --- | ------------------------------------ | ---------- | ------- | ----- | -- | -------------------------------------------------------- |
| Construisons notre Europe Parti socialiste, Mouvement des citoyens, Parti radical de gauche                                             | François Hollande                    | 3.873.901  | 21,95 % | 22    | −6 | Sozialdemokraten                                         |
| Rassemblement pour la France et l’indépendance de l’Europe Mouvement pour la France, Unabhängige der Rassemblement pour la République   | Charles Pasqua, Philippe de Villiers | 2.304.285  | 13,05 % | 13    | ±0 | Union für ein Europa der Nationen (12), fraktionslos (1) |
| Union pour l’Europe, l’opposition unie avec le RPR et Démocratie libérale Rassemblement pour la République, Démocratie libérale         | Nicolas Sarkozy, Alain Madelin       | 2.263.476  | 12,82 % | 12    | −2 | Europäische Volkspartei und Europäische Demokraten       |
| L’écologie, Les Verts, Daniel Cohn-Bendit, Dominique Voynet Les Verts                                                                   | Daniel Cohn-Bendit                   | 1.715.450  | 9,72 %  | 9     | +9 | Die Grünen/Europäische Freie Allianz                     |
| Avec l’Europe, prenons une France d’avance Union pour la démocratie française                                                           | François Bayrou                      | 1.638.680  | 9,28 %  | 9     | −5 | Europäische Volkspartei und Europäische Demokraten       |
| Bouge l’Europe! Parti communiste français, (diverse Linke)                                                                              | Robert Hue                           | 1.196.491  | 6,78 %  | 6     | −1 | Vereinte Europäische Linke/Nordische Grüne Linke         |
| Chasse Pêche Nature Traditions Chasse, pêche, nature et traditions                                                                      | Jean Saint-Josse                     | 1.195.760  | 6,77 %  | 6     | +6 | Europa der Demokratien und der Unterschiede              |
| L.E.P.E.N, Front National avec Jean-Marie Le Pen, pour une France libre changeons d’Europe Front National                               | Jean-Marie Le Pen                    | 1.005.225  | 5,69 %  | 5     | −6 | Technische Fraktion der Unabhängigen Abgeordneten        |
| Lutte Ouvrière et Ligue Communiste Révolutionnaire, Arlette Laguiller et Alain Krivine Lutte ouvrière, Ligue communiste révolutionnaire | Arlette Laguiller, Alain Krivine     | 914.680    | 5,18 %  | 5     | +5 | Vereinte Europäische Linke/Nordische Grüne Linke         |
| Européens d’accord, Français d’abord, Mégret l’avenir Mouvement national républicain                                                    | Bruno Mégret                         | 578.774    | 3,28 %  | –     | –  | –                                                        |
| Moins d’impôts maintenant! Rassemblement des contribuables français                                                                     | Nicolas Miguet                       | 312.478    | 1,77 %  | –     | –  | –                                                        |
| Écologie, le choix de la vie, liste présentée par le Mouvement Écologiste Indépendant Mouvement écologiste indépendant                  | Antoine Waechter                     | 268.288    | 1,52 %  | –     | –  | –                                                        |
| Combat pour l’emploi Union pour la semaine de 4 jours                                                                                   | Pierre Larrouturou                   | 178.027    | 1,01 %  | –     | –  | –                                                        |
| Vivant Énergie-France (diverse Rechte)                                                                                                  | Gérard Maudrux                       | 124.638    | 0,71 %  | –     | –  | –                                                        |
| Liste du Parti de la Loi Naturelle Naturgesetz Partei                                                                                   | Benoît Frappé                        | 71.500     | 0,41 %  | –     | –  | –                                                        |
| 97.2: mi ou, mi mwen Mouvement libéral martiniquais                                                                                     | Joseph Jos                           | 5.023      | 0,03 %  | –     | –  | –                                                        |
| Liste du Parti Humaniste Parti Humaniste                                                                                                | Marie-Laurence Chanut-Sapin          | 2.483      | 0,01 %  | –     | –  | –                                                        |
| Politique de vie pour l’Europe, collectif associations citoyennes Politique de vie                                                      | Christian Cotten                     | 2.639      | 0,01 %  | –     | –  | –                                                        |
| Liste de la Ligue Nationaliste Ligue nationaliste                                                                                       | Guy Guerin                           | 1.051      | 0,01 %  | –     | –  | –                                                        |
| Vive le Fédéralisme! Parti fédéraliste                                                                                                  | Jean-Philippe Allenbach              | 16         | 0,00 %  | –     | –  | –                                                        |
| Summe | Summe                                | 17.652.684 |         | 87    | ±0 |                                                          |